# Cistanche carnosa
Cistanche carnosa là loài thực vật có hoa thuộc họ Cỏ chổi. Loài này được Pax mô tả khoa học đầu tiên năm 1907.